# Каракатзанис, Ив
Ив Каракатзанис (фр. Yves Caracatzanis; род. 13 апреля 1964 года Марсель, Франция) — французский промышленник, гендиректор Renault в Румынии. С 1 июня 2018 года по 1 июня 2021 года занимал должность президента АвтоВАЗа.

## Биография
Родился 13 апреля 1964 года в городе Марсель.
Окончил Высшую центральную школу Парижа по специальности инженер.
В 1992 году начал работать в компании Renault в отделе логистики. Спустя 7 лет возглавил отдел качества.
В апреле 2016 года занял должность генерального директора Renault в Румынии.

### Президент АвтоВАЗ
С 1 июня 2018 года по 1 июня 2021 года занимал должность президента АвтоВАЗа. На должности президента «АвтоВАЗа» занимался оптимизацией затрат и продвижением торговой марки «Lada» на иностранные рынки.